# Colegio de la Compañía de Jesús (Pontevedra)
El  antiguo Colegio de la Compañía de Jesús es un edificio barroco del siglo XVIII situado en el casco antiguo de la ciudad española de Pontevedra. Institución de enseñanza secundaria fundada por los jesuitas en 1644, el edificio se conoce hoy como Edificio Sarmiento y es una de las sedes del Museo de Pontevedra.

## Historia
La construcción del Colegio de los Jesuitas en la ciudad comenzó en 1695 y finalizó en 1714, junto a su iglesia (actual Iglesia de San Bartolomé), siguiendo las líneas del barroco internacional, con influencia italiana adaptada a las fórmulas de la tradición autóctona. La obra se debe al arquitecto Pedro Monteagudo Piñeiro y Taboada.
El centro fue patrocinado por el sacerdote Jorge de Andrade, y el ayuntamiento de Pontevedra, con el objetivo de reunir los estudios existentes en la ciudad en un único colegio. Estos estudios estaban supervisados por una fundación creada en 1644, en cuyo patronato figuraban importantes familias nobles como los Guimarey, Mosquera, Villar, Pimentel y el marqués de Aranda. El colegio tuvo alumnos como el padre Isla o fray Martín Sarmiento, que dio al edificio su nombre actual. En 1683 el ayuntamiento de Pontevedra cedió los terrenos para construir el convento y colegio de los jesuitas. En él estudió de niño Fray Martín Sarmiento.
En 1767, Carlos III decretó la expulsión de los jesuitas de España. A partir de ese año, los edificios tuvieron diferentes funciones como sede de distintas entidades y sociedades, como la Escuela de Primeras Letras y Latinidad o la Fábrica de Paños de los hermanos ingleses Lees, pioneros de la industrialización en Galicia. Los hermanos Benjamin y Jonh Lees, naturales del condado de Lancashire iniciaron en 1793 la actividad de su fábrica de tejidos en el antiguo convento tras la cesión en arriendo de la parte no ocupada por las aulas y de toda la huerta, actividad que duró hasta 1826 en que la fábrica fue embargada y clausurada.
En 1845 el colegio de los jesuitas se convirtió en la primera sede del Instituto Provincial de Pontevedra (inaugurado el 19 de noviembre de 1845), donde estudió Valle-Inclán, y de la Escuela Normal de Maestros de la provincia de Pontevedra, además de escuela primaria. En la universidad de Santiago se guardan los planos de dicho instituto. En 1860 se convirtió también en sede de la primera escuela normal femenina de Galicia. En 1880 el edificio fue una de las sedes de la Exposición Regional de Galicia y en estos últimos años del siglo XIX sirvió como sede de la Audiencia Provincial de Pontevedra.
Desde 1903 hasta 1974, el antiguo Colegio de la Compañía de Jesús fue sede del Hospicio y Orfanato de la provincia de Pontevedra, que a partir de 1955 pasó a denominarse Hogar Provincial. En 1978, el Ministerio del Interior español cedió el edificio al Museo de Pontevedra para albergar sus colecciones. Las obras de rehabilitación del edificio comenzaron en 1979. En septiembre de 1981 se celebró en su claustro una exposición de grabados de Francisco de Goya, aunque la inauguración definitiva no tuvo lugar hasta el 11 de agosto de 1984.
Remodelado a principios de 2010 por los arquitectos Eduardo Pesquera y Jesús Ulargui, el edificio fue reinaugurado el 21 de agosto de 2013. Se acristaló el claustro interior y se puso en valor el sótano y sus arcadas.

## Descripción
El antiguo colegio y residencia de los jesuitas tiene planta rectangular. En el exterior, el edificio presenta una larga y sobria fachada barroca de granito con numerosas ventanas simétricas, a la que posteriormente se añadió la parte más cercana a la calle Cobián Roffignac. Consta de una planta baja y un primer piso. Destaca la puerta adintelada de la esquina contigua a la iglesia. Esta puerta está decorada con placas y pilastras y sobre ella hay un gran escudo de España tallado en piedra en un medallón.
En el interior, una suntuosa escalera de piedra conduce desde la entrada de la planta baja al primer y segundo piso. Fue diseñada por Isidoro López en 1722.
El claustro y el sótano también son notables. El claustro es de dos pisos con doble arquería, cuatro arcos a cada lado y pilastras dóricas, similar al claustro de la iglesia jesuítica de Villafranca del Bierzo en la provincia de León.
El sótano tiene grandes arcadas. En él se encuentra la sección arqueológica del museo, que incluye miliarios romanos hallados cerca del puente del Burgo. En el sótano también hay un restaurante: La Ultramar. En la primera planta se exponen colecciones arqueológicas de la Alta Edad Media y del Románico, entre las que destacan el tímpano de Palmou y dos profetas del Pórtico de la Gloria de la Catedral de Santiago de Compostela. En la segunda planta, otras salas están dedicadas a las colecciones de cerámica.

## Galería de imágenes

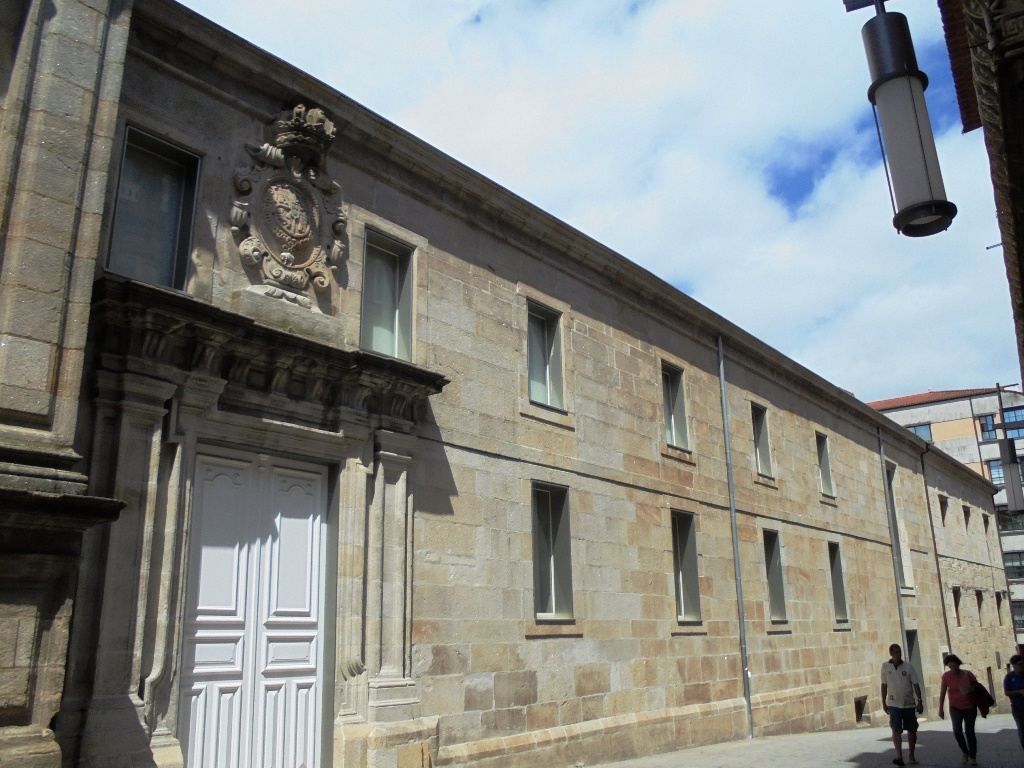
La fachada principal del Colegio de la Compañía
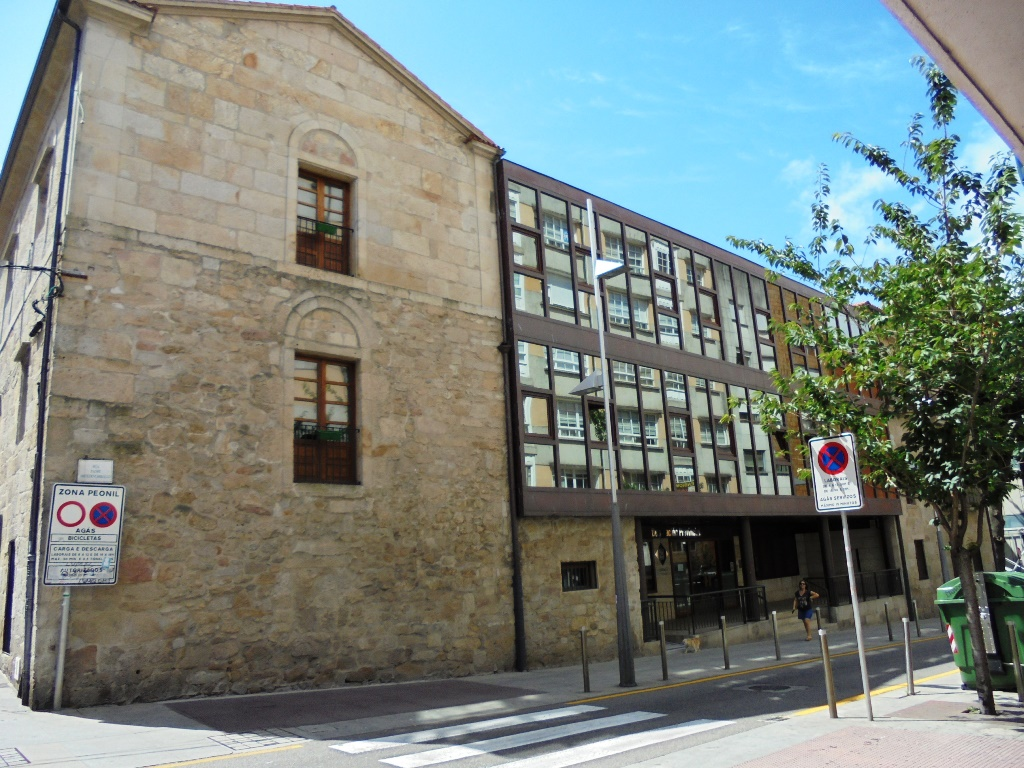
Fachada en la calle Cobián Roffignac
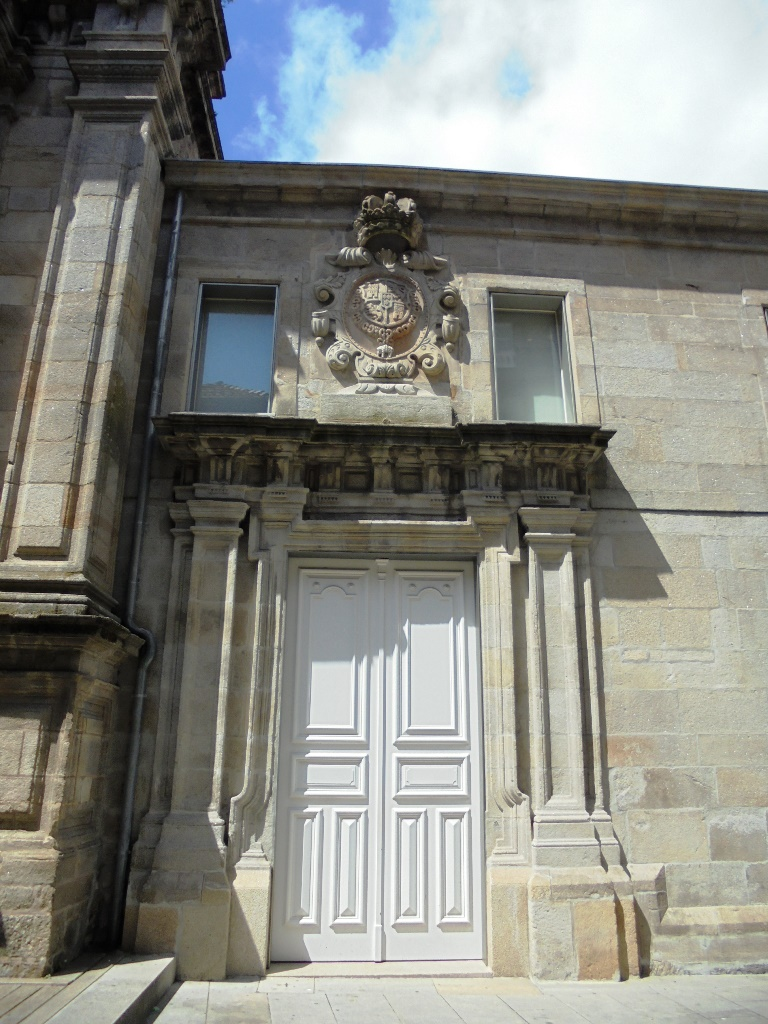
Puerta de entrada
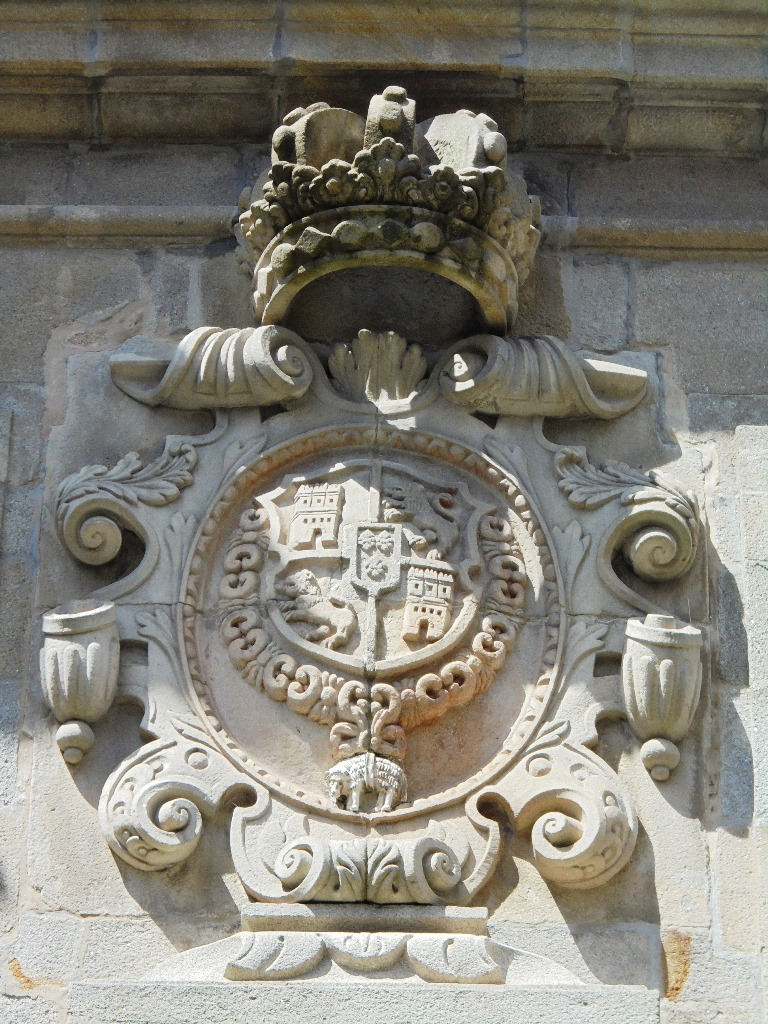
Escudo de armas de España encima de la puerta principal
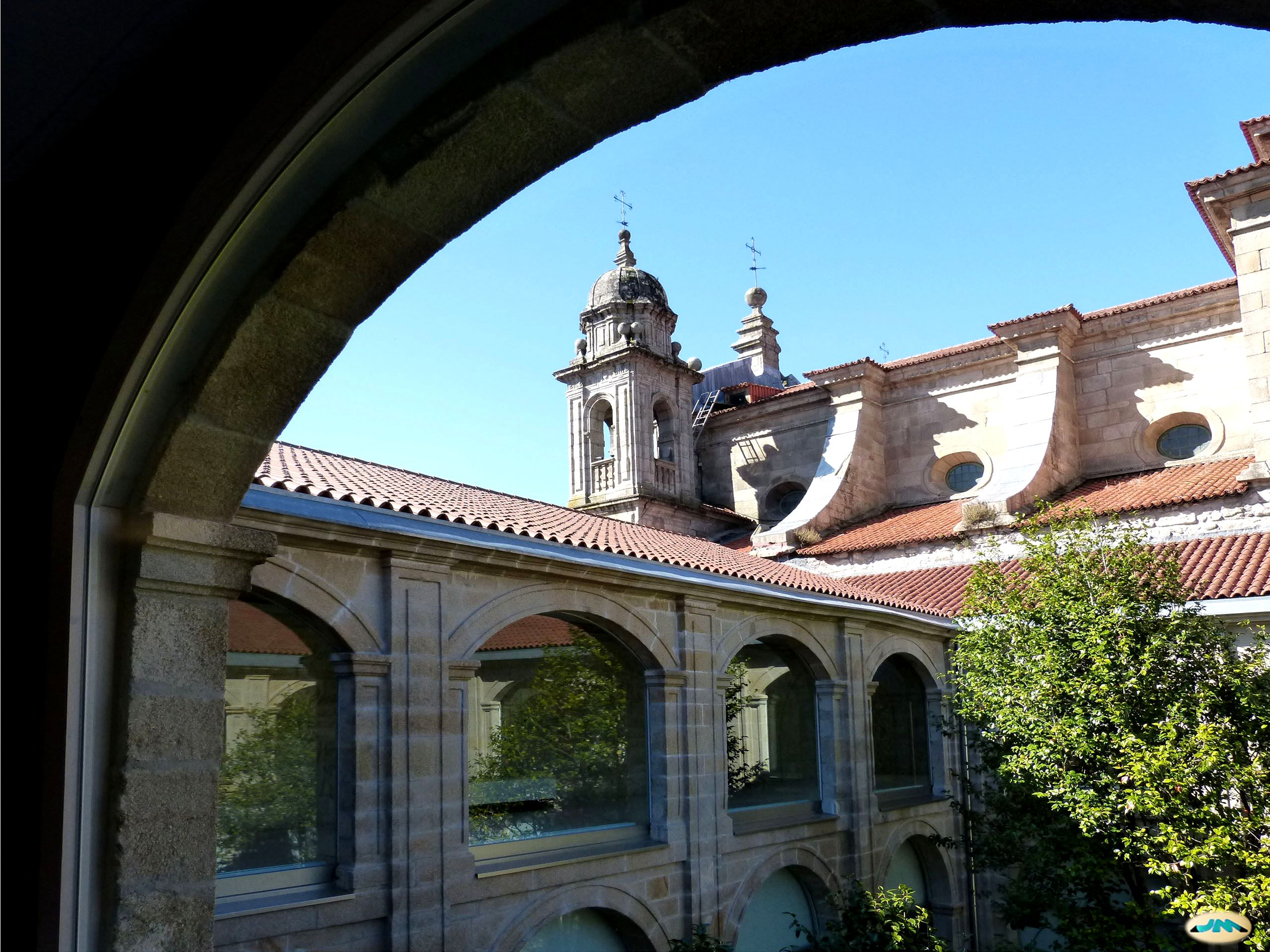
Claustro e iglesia contigua de San Bartolomé
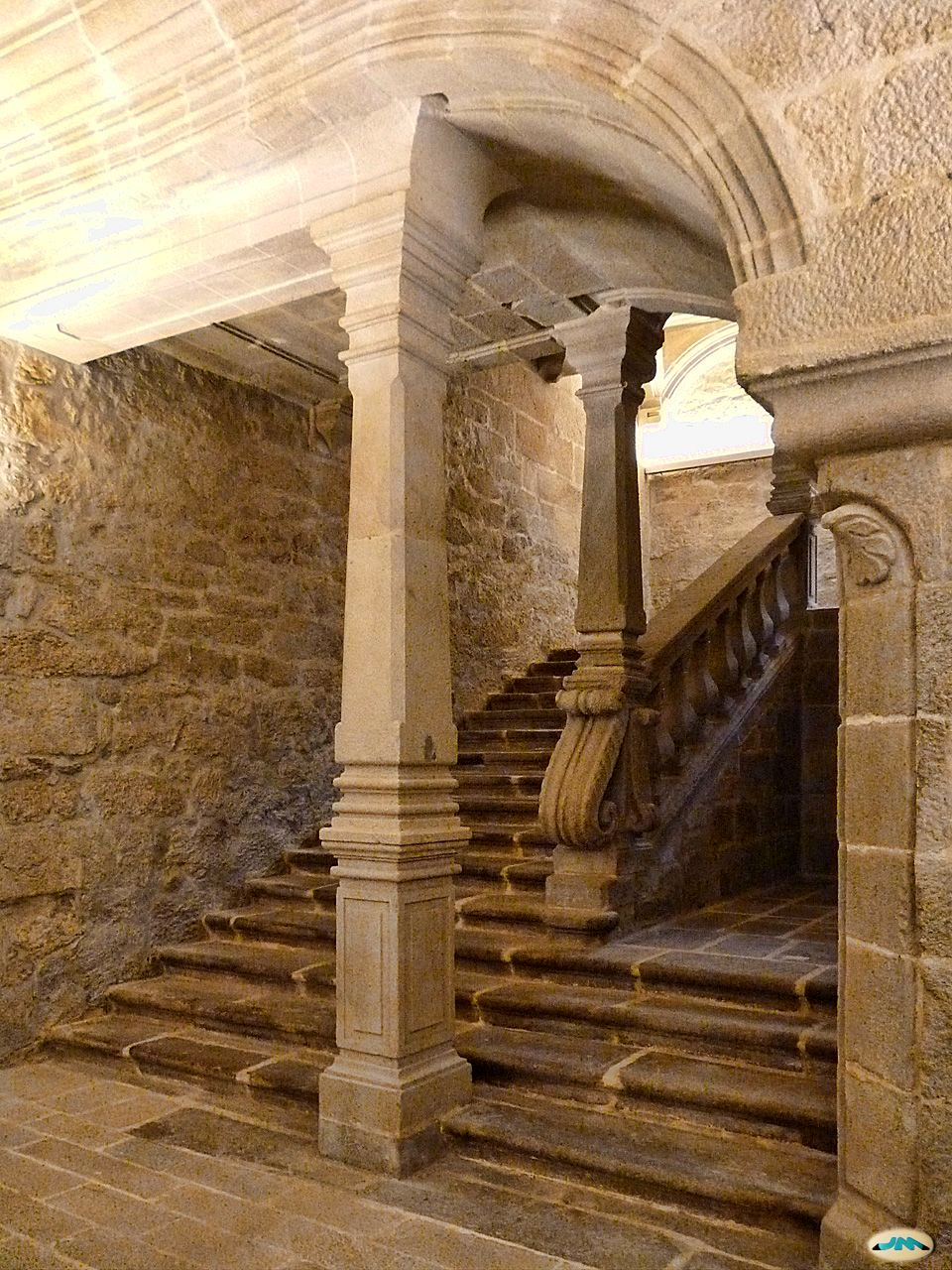
Escalera interior
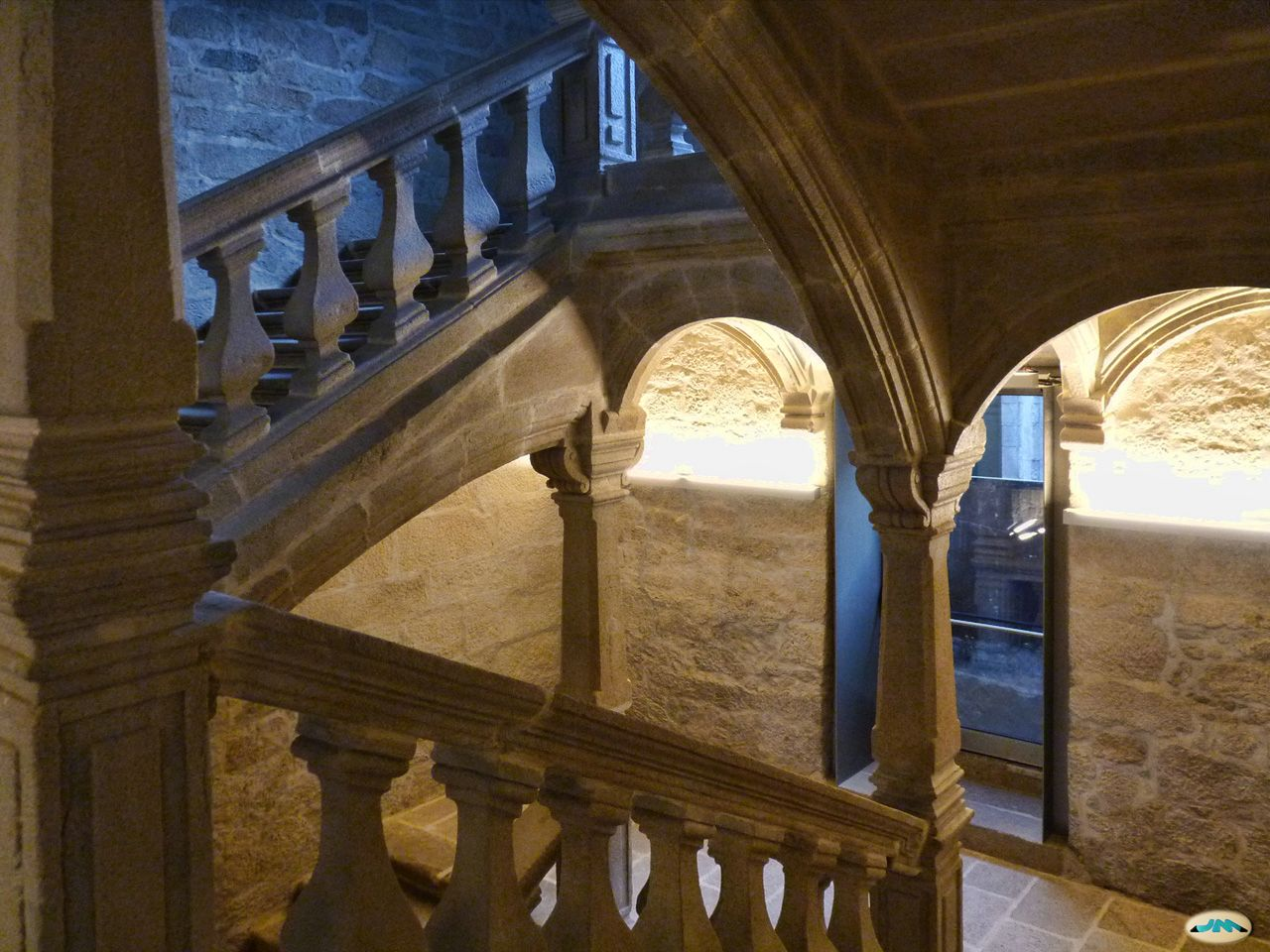
Escalera
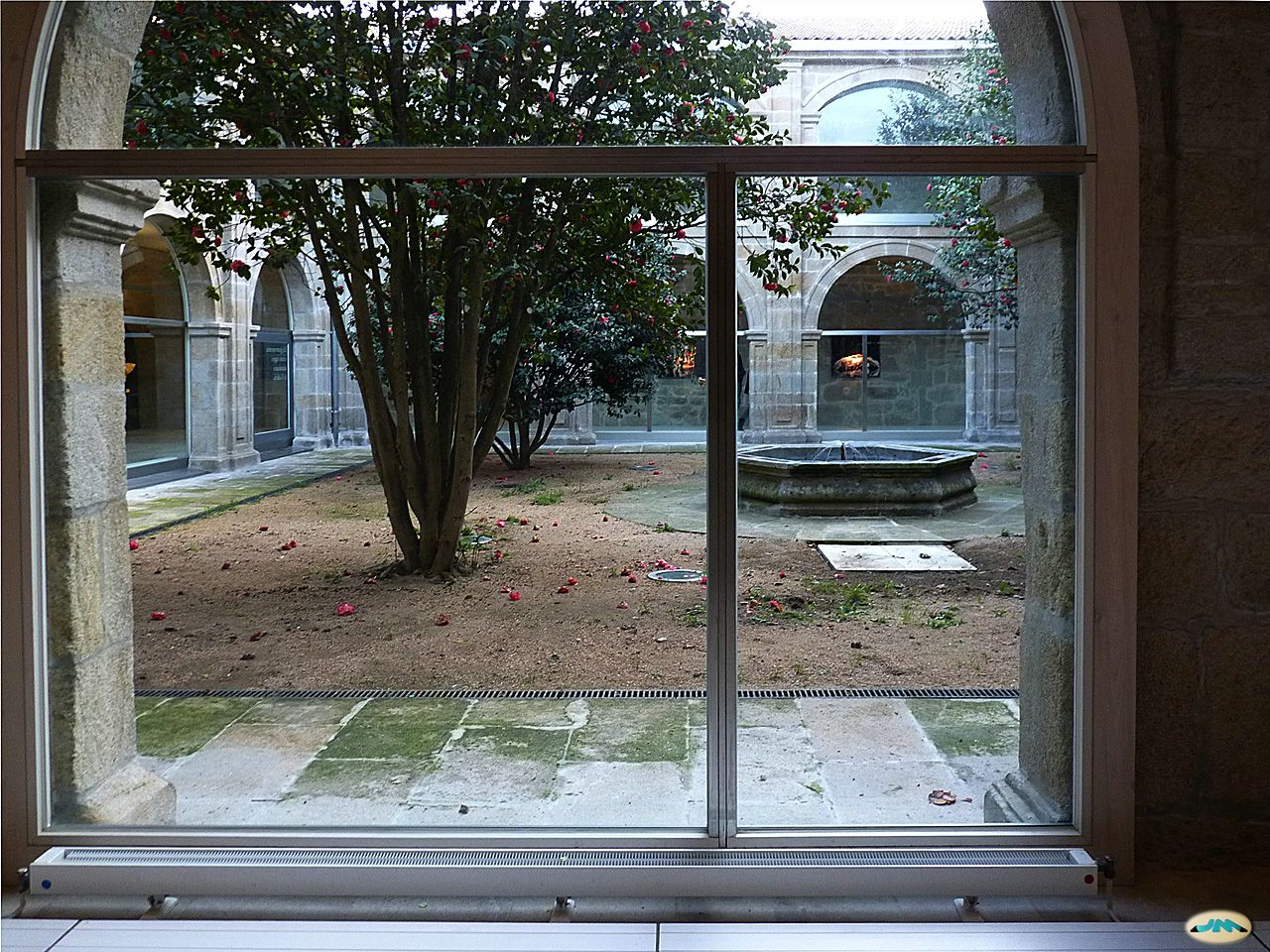
Claustro en la planta baja
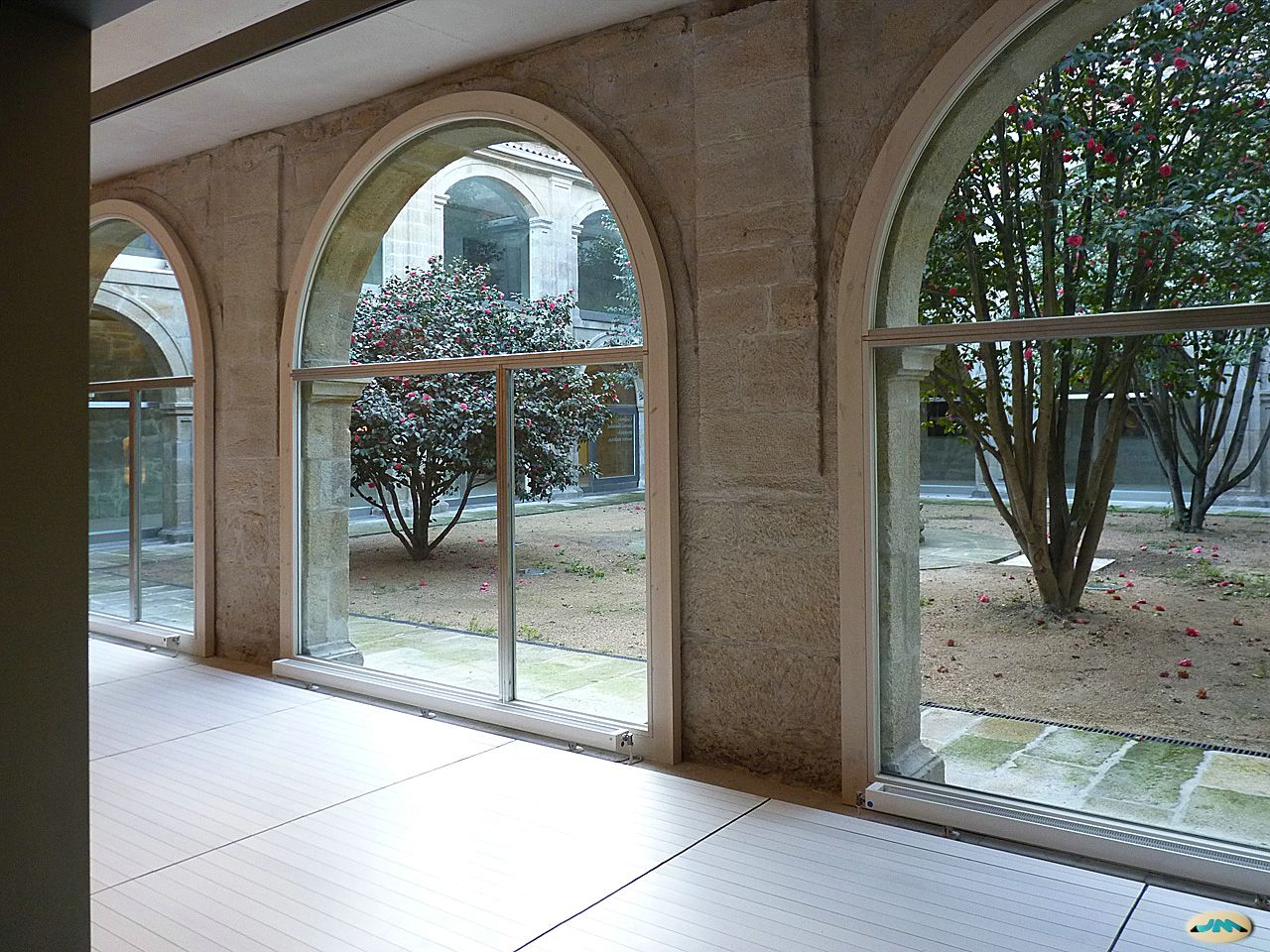
Claustro
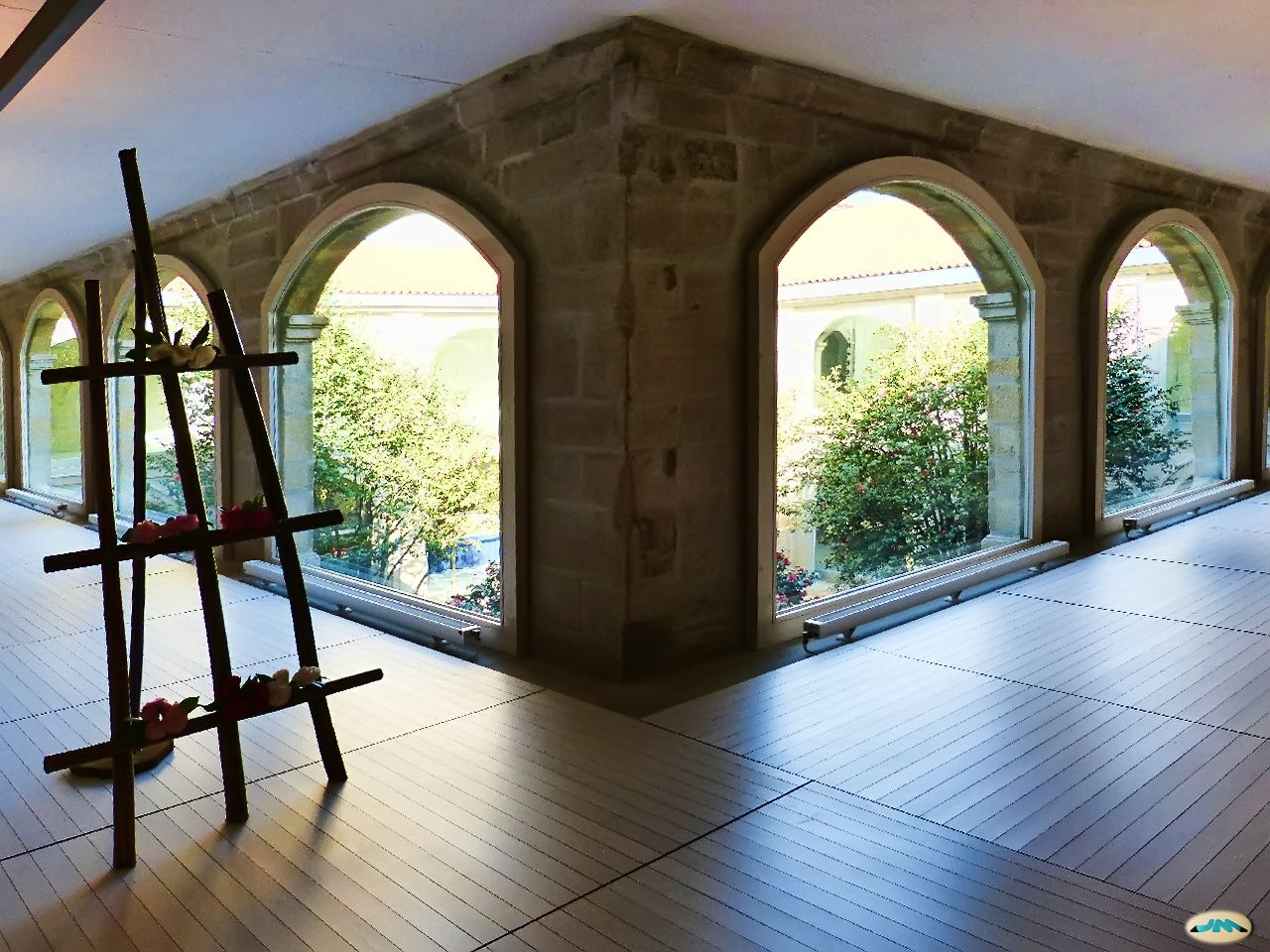
Claustro en el primer piso